# The Legend of Spyro: A New Beginning
 (novembre 2019).
Si vous disposez d'ouvrages ou d'articles de référence ou si vous connaissez des sites web de qualité traitant du thème abordé ici, merci de compléter l'article en donnant les références utiles à sa vérifiabilité et en les liant à la section « Notes et références ».
The Legend of Spyro: A New Beginning est un jeu vidéo de plates-formes développé par Krome Studios et édité par Sierra Entertainment en 2006 sur Nintendo DS, Xbox, PlayStation 2, GameCube et Game Boy Advance. Il s'agit du premier épisode de la série The Legend of Spyro.

## Scénario
L’histoire commença à l'intérieur d'un temple, où un grand dragon rouge nommé Ignitus veille sur les œufs de dragons, une fois tous les douze ans où de nouveaux œufs de dragon sont apportés au royaume. Une prophétie dit qu'un dragon violet rare naîtra toutes les dix générations, ce qui dirigera le destin de cette époque.
Les dragons sont cependant en guerre contre un ennemi connu sous le nom de "Maître noir", qui connaît également la prophétie et assiège le temple, avec l'intention de détruire la couvée d'œufs. Ignitus s'échappe avec l'œuf du dragon violet, le laissant dériver en descendant la rive dans un marécage. Une famille de libellules découvre l'œuf, et à l'éclosion, ils nomment le dragon Spyro, l'adoptent dans la famille et l'élèvent comme l'un des leurs aux côtés de Sparx, une libellule née le même jour.
Un jour, après avoir été attaqué par d'étranges ennemis et avoir découvert qu'il peut respirer le feu, on dit à Spyro qu'il n'est pas lui-même une libellule, mais un étranger d'un pays lointain. Spyro décide de quitter le marais à la recherche de sa vraie maison. Sparx, bien que réticent au début, décide de suivre. Les forces hostiles poursuivent Spyro, mais finissent par entrer en contact avec un Ignitus désemparé, qui bien heureux que Spyro soit vivant, craint qu'avec le Temple du Dragon sous occupation par leur ennemi, dirigé par une dragonne noire nommée Cynder, leur guerre soit déjà perdue.
Spyro convainc Ignitus de le conduire au Temple et est capable de chasser les forces de Cynder, après quoi Ignitus en dit plus à Spyro sur leur guerre contre les armées obscures, offre à Spyro une formation dans l'art de l'élément de feu, puis envoie Spyro pour sauver trois autres dragons des forces de Cynder. Un par un, Spyro affronte les armées de Cynder et sauve les trois autres dragons, Volteer, Cyril et Terrador, tout en acquérant des pouvoirs sur l'électricité, la glace et la terre, tout en acquérant de nouvelles compétences et en s'entraînant en cours de route. On apprend que Cynder a drainé la puissance des dragons en cristaux.
Cependant, Cynder commence à combattre Spyro après avoir sauvé Terrador, et Ignitus intervient pour combattre Cynder mais il est capturé. Il est révélé que les quatre dragons ont initialement scellé le Maître noir et que Cynder utilise les pouvoirs drainés des dragons pour ouvrir le sceau. Le pouvoir d'Ignitus est la clé finale pour dessceller le Maître noir, de sorte que Spyro est envoyé pour un assaut final et direct contre la forteresse de Cynder.
Spyro tente de combattre Cynder, mais dernière réussit à drainer la puissance du feu d'Ignitus dans un cristal et s'échappe dans le royaume scellé du Maître noir. Pendant le combat, Spyro a remarqué quelque chose de familier dans les yeux de Cynder. Ignitus raconte ensuite à Spyro le reste de l'histoire de ce qui s'est passé la nuit de l'attaque du temple. Après avoir envoyé l'œuf de Spyro en bas de la rivière, Ignitus était revenu pour voir que les forces du Maître noir avaient détruit la couvée d'œufs, sauf une - pour seul un dragon né dans l'Année du Dragon peut ouvrir le portail et libérer le Maître noir : Cynder, qui avait été volé et a été maudit par les pouvoirs sinistres du Maître noir. Ignitus craint qu'il soit trop tard pour l'arrêter. Pourtant, Spyro poursuit Cynder et force une confrontation, utilisant finalement tout son pouvoir dans une attaque finale qui la défait, la purgeant de l'influence du Maître noir et la ramenant à sa forme appropriée, un jeune dragon femelle de la même taille et du même âge que Spyro. Le royaume commence à s'effondrer sur lui-même, Sparx insiste pour faire une sortie rapide, mais Spyro déclare qu'il ne laissera pas Cynder derrière lui avec le Maître noir parce qu'il l'avait maudite et qu'elle n'agissait pas selon son propre choix. Spyro est à peine capable d'attraper Cynder et de s'échapper en toute sécurité.
Bien que victorieuse, la bataille a coûté à Spyro une grande partie de ses forces et de ses pouvoirs. Spyro et Cynder soupçonnent tous deux que le Maître noir est encore en vie quelque part, la guerre est encore loin d'être terminée…

## Système de jeu
Le jeu est plus axé sur l'action que les autres opus de Spyro the Dragon. Spyro a une plus grande variété de mouvements de combat ainsi que quatre différentes attaques : le feu, l'électricité, la glace et la terre, qu'il pourra utiliser aussi bien dans un combat long que dans un combat plus rapide. Spyro peut également utiliser des furies, des explosions d'énergie élémentaire.
Le jeu a en revanche moins de niveaux que dans les précédents épisodes.
La version DS a des attaques et des challenges additionnels. Comme les attaques et les furies, Spyro peut créer un bouclier autour de lui, le protégeant des ennemis tout en blessant les ennemis qui attaquent. La version DS a des missions bonus sous forme de puzzles.

## Personnages

### Personnages du jeu
Spyro : Ce dragon violet est le personnage principal du jeu. 

Sparx : Appartenant à la race des libellules, c'est le meilleur ami de Spyro.

Flash : C'est le père de Sparx et le père adoptif de Spyro. 

Nina : C'est la mère de Sparx et la mère adoptive de Spyro. 

Ignitus : Le Dragon Rouge du feu, Ignitus est l'un des 4 gardiens que Spyro va rencontrer au cours de l'aventure 

Volteer : Le Dragon Jaune de la foudre, Volteer est l'un des 4 gardiens que Spyro va devoir sauver 

Cyril : Le Dragon Bleu de la glace, Cyril est l'un des 4 gardiens que Spyro va devoir sauver 

Terrador : Le Dragon Vert de la Terre, Terrador est l'un des 4 gardiens que Spyro va devoir sauver 

Kane : Chef des Atlawas dans les Grandes plaines. 

Mole-Yair : Une taupe que Spyro rencontrera pour la première fois dans les Forges. 

Exhumor : Le frère jumeau de Mole-Yair. 

Cynder : Une dragonne corrompue au service du Maître Noir. Appelée également la Terreur des Cieux. 

Le Conducteur : Un singe qui pilote un train à vapeur.

## Voix des personnages
| Personnage    | version originale        | version française |
| ------------- | ------------------------ | ----------------- |
| Spyro         | Elijah Wood              | Alexandre Gillet  |
| Sparx         | David Spade              | Guillaume Lebon   |
| Ignitus       | Gary Oldman              | Gabriel Le Doze   |
| Cynder        | Cree Summer              | Nathalie Homs     |
| Flash         | Jeff Bennett             | Marc Alfos        |
| Nina          | Vanessa Marshall         | Nathalie Homs     |
| Volteer       | Corey Burton             | Gilbert Levy      |
| Cyril         | Jeff Bennett             | Martial Le Minoux |
| Terrador      | Kevin Michael Richardson | Marc Alfos        |
| Kane          | Phil LaMarr              | François Jaubert  |
| Mole-Yair     | Jeff Bennett             | Gilbert Levy      |
| Exhumor       | Corey Burton             | François Jaubert  |
| Le Conducteur | Kevin Michael Richardson | Martial Le Minoux |

Localisation pour la France fait par: Evocati - Hifi-Génie.